# Episodi di BoJack Horseman (prima stagione)
La prima stagione della serie animata BoJack Horseman, composta da 12 episodi, è stata interamente pubblicata dal servizio di video on demand Netflix il 22 agosto 2014. In Italia è disponibile su Netflix dal 22 ottobre 2015.
Alla stagione fa seguito un episodio speciale di Natale pubblicato, sempre su Netflix, il 19 dicembre 2014 e disponibile in Italia dal 22 ottobre 2015, insieme alla prima e alla seconda stagione.
| n°                          | Titolo originale                                        | Titolo italiano                                             | Pubblicazione USA | Pubblicazione Italia |
| --------------------------- | ------------------------------------------------------- | ----------------------------------------------------------- | ----------------- | -------------------- |
| 1                           | BoJack Horseman: The BoJack Horseman Story, Chapter One | BoJack Horseman: la storia di BoJack Horseman, capitolo uno | 22 agosto 2014    | 22 ottobre 2015      |
| 2                           | BoJack Hates the Troops                                 | BoJack traditore della patria                               | 22 agosto 2014    | 22 ottobre 2015      |
| 3                           | Prickly-Muffin                                          | Il ritorno di Sarah                                         | 22 agosto 2014    | 22 ottobre 2015      |
| 4                           | Zoës and Zeldas                                         | Tra Zoë e Zelda                                             | 22 agosto 2014    | 22 ottobre 2015      |
| 5                           | Live Fast, Diane Nguyen                                 | Corri, Diane Nguyen, corri!                                 | 22 agosto 2014    | 22 ottobre 2015      |
| 6                           | Our A-Story is a "D" Story                              | La lettera D                                                | 22 agosto 2014    | 22 ottobre 2015      |
| 7                           | Say Anything                                            | Di' qualcosa                                                | 22 agosto 2014    | 22 ottobre 2015      |
| 8                           | The Telescope                                           | Il telescopio                                               | 22 agosto 2014    | 22 ottobre 2015      |
| 9                           | Horse Majeure                                           | A caval donato non si guarda in bocca                       | 22 agosto 2014    | 22 ottobre 2015      |
| 10                          | One Trick Pony                                          | Un mezzo cavallo                                            | 22 agosto 2014    | 22 ottobre 2015      |
| 11                          | Downer Ending                                           | Finale deprimente                                           | 22 agosto 2014    | 22 ottobre 2015      |
| 12                          | Later                                                   | Più avanti                                                  | 22 agosto 2014    | 22 ottobre 2015      |
| Episodio speciale di Natale |                                                         |                                                             |                   |                      |
| 13                          | Sabrina's Christmas Wish                                | Sabrina's Christmas Wish                                    | 19 dicembre 2014  | 22 ottobre 2015      |

## BoJack Horseman: la storia di BoJack Horseman, capitolo uno
- Titolo originale: BoJack Horseman: The BoJack Horseman Story, Chapter One
- Diretto da: Joel Moser
- Scritto da: Raphael Bob-Waksberg

### Trama
BoJack Horseman è un attore dimenticato dopo il successo in una sitcom degli anni novanta che lo portò ad essere una delle celebrità più importanti di Hollywood. Per rilanciare la propria carriera cerca di scrivere una biografia ma dopo aver capito di non essere in grado di farlo decide di affidarsi ad una ghostwriter.

## BoJack traditore della patria
- Titolo originale: BoJack Hates the Troops
- Diretto da: JC Gonzalez
- Scritto da: Raphael Bob-Waksberg

## Il ritorno di Sarah
- Titolo originale: Prickly-Muffin
- Diretto da: Martin Cendreda
- Scritto da: Raphael Bob-Waksberg

## Tra Zoë e Zelda
- Titolo originale: Zoës and Zeldas
- Diretto da: Amy Winfrey
- Scritto da: Peter A. Knight

## Corri, Diane Nguyen, corri!
- Titolo originale: Live Fast, Diane Nguyen
- Diretto da: Joel Moser
- Scritto da: Caroline Williams

### Trama
- Guest star: Ira Glass (suoneria di Diane)

## La lettera D
- Titolo originale: Our A-Story is a "D" Story
- Diretto da: JC Gonzalez
- Scritto da: Scott Marder

### Trama
- Guest star: Yvette Nicole Brown (Beyoncé), Chris Parnell (leader degli ariani), Horatio Sanz (leader dei Latin Kings)

## Di' qualcosa
- Titolo originale: Say Anything
- Diretto da: Martin Cendreda
- Scritto da: Joe Lawson

### Trama
- Guest star: Kristin Chenoweth (Vanessa Gekko)

## Il telescopio
- Titolo originale: The Telescope
- Diretto da: Amy Winfrey
- Scritto da: Mehar Sethi

## A caval donato non si guarda in bocca
- Titolo originale: Horse Majeure
- Diretto da: Joel Moser
- Scritto da: Peter A. Knight

## Un mezzo cavallo
- Titolo originale: One Tricky Pony
- Diretto da: JC Gonzalez
- Scritto da: Laura Gutin Peterson

### Trama
- Guest star: Wallace Shawn (sé stesso), Naomi Watts (sé stessa)

## Finale deprimente
- Titolo originale: Downer Ending
- Diretto da: Amy Winfrey
- Scritto da: Kate Purdy

## Più avanti
- Titolo originale: Later
- Diretto da: Martin Cendreda
- Scritto da: Raphael Bob-Waksberg

## Sabrina's Christmas Wish
- Titolo originale: Sabrina's Christmas Wish
- Diretto da: J.C. Gonzalez
- Scritto da: Raphael Bob-Waksberg

### Trama
Il giorno di Natale, Todd, dopo averlo svegliato, convince BoJack a guardare insieme a lui un episodio speciale di Natale di Horsin' Around intitolato Il desiderio di Natale di Sabrina.
L'episodio inizia con Olivia (interpretata da Joelle Clark) che, mentre fanno colazione, chiede a BoJack di regalarle un giubbino di pelle per Natale. BoJack scopre così che Olivia, Ethan (interpretato da Bradley H. Smith) e Sabrina (interpretata da Sarah Lynn) in orfanotrofio non hanno mai festeggiato il Natale e Sabrina non sa nemmeno cosa esso sia. La scena si sposta poi su BoJack che va al lavoro da Mr. Liberatore (interpretato da Herb Kazzaz) per chiedergli di poter avere le ferie per il giorno di Natale: il capo però gli concederà solamente la mattinata libera. BoJack così torna a casa e organizza una sorpresa per Sabrina facendo vestire Goober (interpretato da Richie Osborne) da Babbo Natale: la ragazzina però riconoscerà subito il travestimento e rimarrà per questo delusa. BoJack chiede così a Sabrina cosa desidera per Natale ed ella inizialmente chiede una scatola di matite, ma dopo, aver capito che se si comporterà bene Babbo Natale potrà portarle qualsiasi cosa desidera, chiede come regalo di poter rivedere i suoi genitori. Arriva così il giorno di Natale e i tre orfani ricevono i loro regali. Ethan riceve i calzini da lui richiesti, Olivia riceve un casco per poter andare in moto col suo ragazzo, mentre la piccola Sabrina riceve il Castello della Principessa Pretty Pony, rimanendo molto delusa di non aver rivisto i suoi genitori. La ragazzina scappa così in camera e toccherà a BoJack spiegarle che Babbo Natale non esiste e che il vero senso del Natale "non è avere tutto quello che vuoi, ma sentirsi vicini a tutte le persone che hai intorno e ti vogliono bene". Rincuorata Sabrina, BoJack chiama al telefono il suo capo, affermando che non andrà al lavoro e rimarrà a casa con "le persone che ama": il capo, dato il suo coraggio, gli dà così inaspettatamente la promozione.
Finito l'episodio, BoJack decide di festeggiare il Natale insieme a Todd, guardando tutti gli speciali natalizi di Horsin' Around e bevendo bourbon.